# Miguel Ruiz
Don Miguel Ángel Ruiz Macías (1952), beter bekend als Don Miguel Ruiz, is een Mexicaans schrijver van spirituele en neosjamanistische teksten, leraar en sjamaan. Zijn werk maakt deel uit van de New Age beweging, die zich baseert op oude leren om spirituele verlichting te bereiken. Het werk van Ruiz is beïnvloed door Carlos Castaneda, schrijver van The Teachings of Don Juan. Volgens Watkins Magazine was hij in 2014 een van de honderd invloedrijkste levende personen.

## Biografie
Don Miguel Ruiz werd geboren op het platteland van Mexico als de jongste van dertien kinderen. Hij studeerde medicijnen en werd chirurg. Na een bijna-doodervaring ging hij zich weer in de leer van zijn voorouders verdiepen en werd sjamaan. Zijn moeder Sarita, een curandera (healer) en zijn grootvader, een sjamaan, waren zijn leraren. Daarna vertrok hij naar de Verenigde Staten.
Hoewel van de cultuur van de Tolteken geen geschreven verslagen zijn, gebruikt Ruiz het woord Tolteken om een lange traditie van inheemse overtuigingen mee aan te duiden, zoals de idee dat een nagual (sjamaan) een individu naar persoonlijke vrijheid gidst. Na zijn studie van de menselijke geest vanuit zowel Tolteeks als wetenschappelijk perspectief heeft Don Miguel de oude wijsheid gecombineerd met moderne inzichten.
Zijn beroemdste boek The Four Agreements (1997) stond meer dan zeven jaar in de New York Times-bestsellerlijst. Er zijn in de Verenigde Staten 5,2 miljoen exemplaren van verkocht en het is vertaald in 38 talen. 
Ruiz spreekt vloeiend Spaans en Engels en geeft vaak lezingen en leidt retraites en krachtreizen naar heilige plaatsen, vooral naar Teotihuacán, het spirituele centrum van de Tolteken. In februari 2002 had hij een zwaar hartinfarct. Door de schade van het hartinfarct en het daarop volgende coma functioneerde zijn hart daarna nog maar voor zestien procent en had hij voortdurend pijn. In oktober 2010 onderging hij in Los Angeles, Californië een harttransplantatie. In verband met zijn beperkingen ten gevolge van zijn gezondheid, heeft hij zijn leraarschap aan zijn zoon José Ruiz overgedragen.

## De vier inzichten
The Four Agreements (De vier inzichten) bepleit persoonlijke vrijheid van overtuigingen en overeenkomsten die we met onszelf en anderen hebben gesloten en die ons beperken en ongelukkig maken. De vier inzichten zijn:
- wees onberispelijk in je woorden,
- vat niets persoonlijk op,
- ga niet uit van veronderstellingen,
- doe altijd je best.

Samen met zijn zoon José schreef hij in 2010 The Fifth Agreement, dat een vijfde inzicht toevoegt:
- wees sceptisch maar leer te luisteren.

### Engels
- The Four Agreements: A Practical Guide to Personal Wisdom (A Toltec Wisdom Book), 1997, Amber-Allen Publishing, ISBN 978-1-878424-31-0
- The Mastery of Love: A Practical Guide to the Art of Relationship (A Toltec Wisdom Book), 1999, Amber-Allen Publishing, ISBN 978-1-878424-42-6
- The Four Agreements Companion Book: Using The Four Agreements to Master the Dream of Your Life (A Toltec Wisdom Book), 2000, Amber-Allen Publishing, ISBN 978-1-878424-48-8
- Prayers: A Communion with Our Creator (Toltec Wisdom), 2001, Amber-Allen Publishing, ISBN 978-1-878424-52-5
- Wisdom from the Four Agreements (Charming Petites), 2003, Peter Pauper Press, ISBN 0-88088-990-X
- Wisdom from the Mastery of Love (Charming Petites), 2003, Peter Pauper Press, ISBN 0-88088-425-8
- The Voice of Knowledge: A Practical Guide To Inner Peace, 2004, Amber-Allen Publishing, ISBN 978-1-878424-54-9
- The Fifth Agreement: A Practical Guide to Self-Mastery, 2010, Amber-Allen Publishing, ISBN 978-1-878424-68-6
- The Toltec Art of Life and Death: A Story of Discovery, 2015, HarperCollins, ISBN 978-0-00-814796-9
- The three questions: how to discover and master the power  within you, 2019, HarperCollins, ISBN 978-0-00-830504-8

### Nederlandse vertalingen
- De vier inzichten, 2013, VBK Media, ISBN 90 20281984
- Meesterschap in liefde, 2013, VBK Media, ISBN 90 20282565
- Vijf niveaus van gehechtheid, 2013, Ankh Hermes, ISBN 90 20209280
- Tolteekse meditaties, 2014, Ankh Hermes, ISBN 90 20211072
- Gebeden, 2002, Ankh Hermes, ISBN 90 20276921
- De stem van heelheid, 2004, VBK Media, ISBN 90 20283626
- Miguel en Jose Ruiz, De vijf inzichten, 2013, Ank hHermes, ISBN 90 20209264